# Ablautus coachellus
Ablautus coachellus là một loài ruồi trong họ Asilidae. Ablautus coachellus được Wilcox miêu tả năm 1966. Loài này phân bố ở vùng Tân Bắc giới.